# Neocondylactis singaporensis
Neocondylactis singaporensis is een zeeanemonensoort uit de familie Actiniidae.
Neocondylactis singaporensis is voor het eerst wetenschappelijk beschreven door England in 1987.